# Ambasada RP w Waszyngtonie

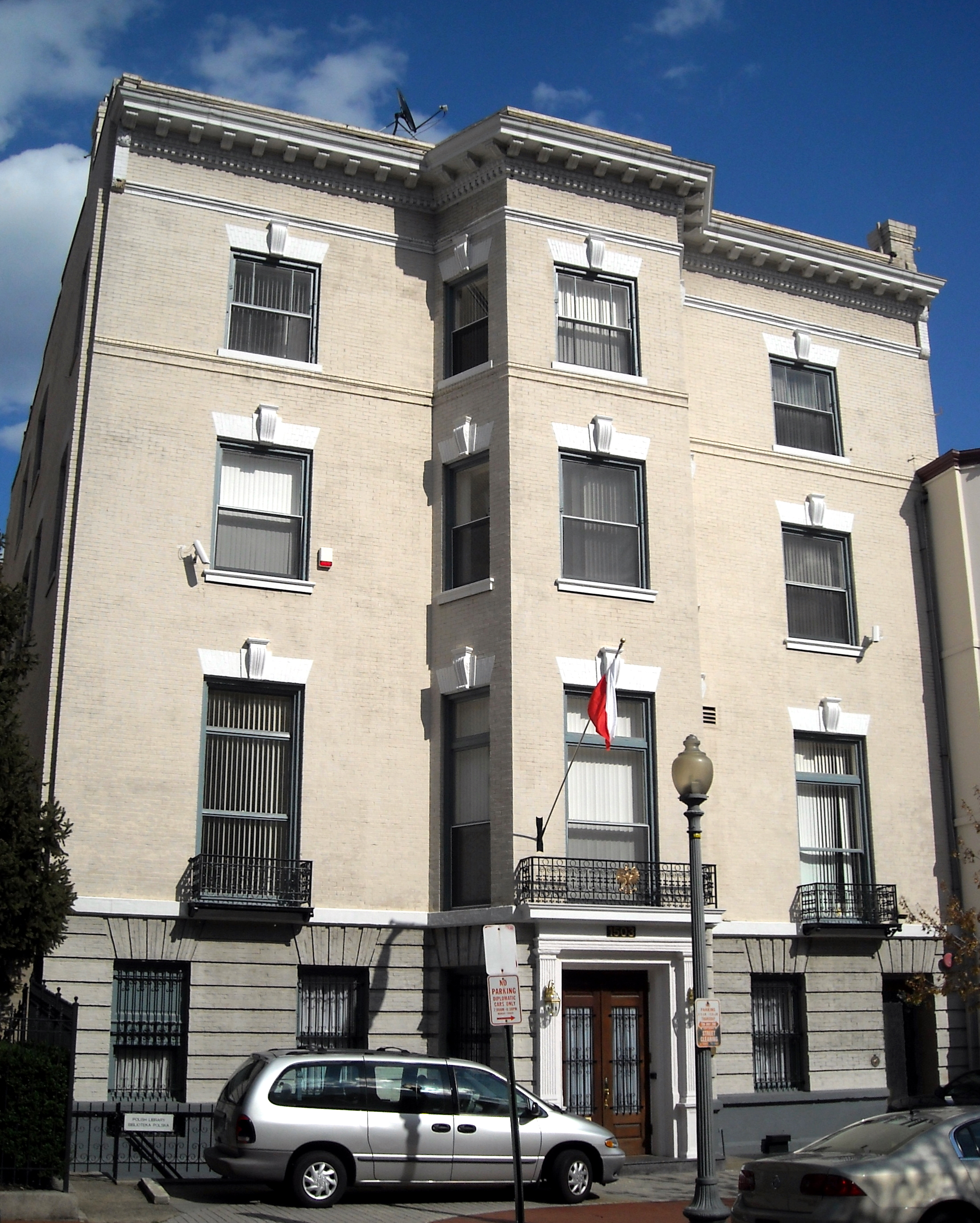
Budynek Wydziałów Ekonomicznego oraz Promocji Handlu i Inwestycji Ambasady przy 21st Street w Waszyngtonie

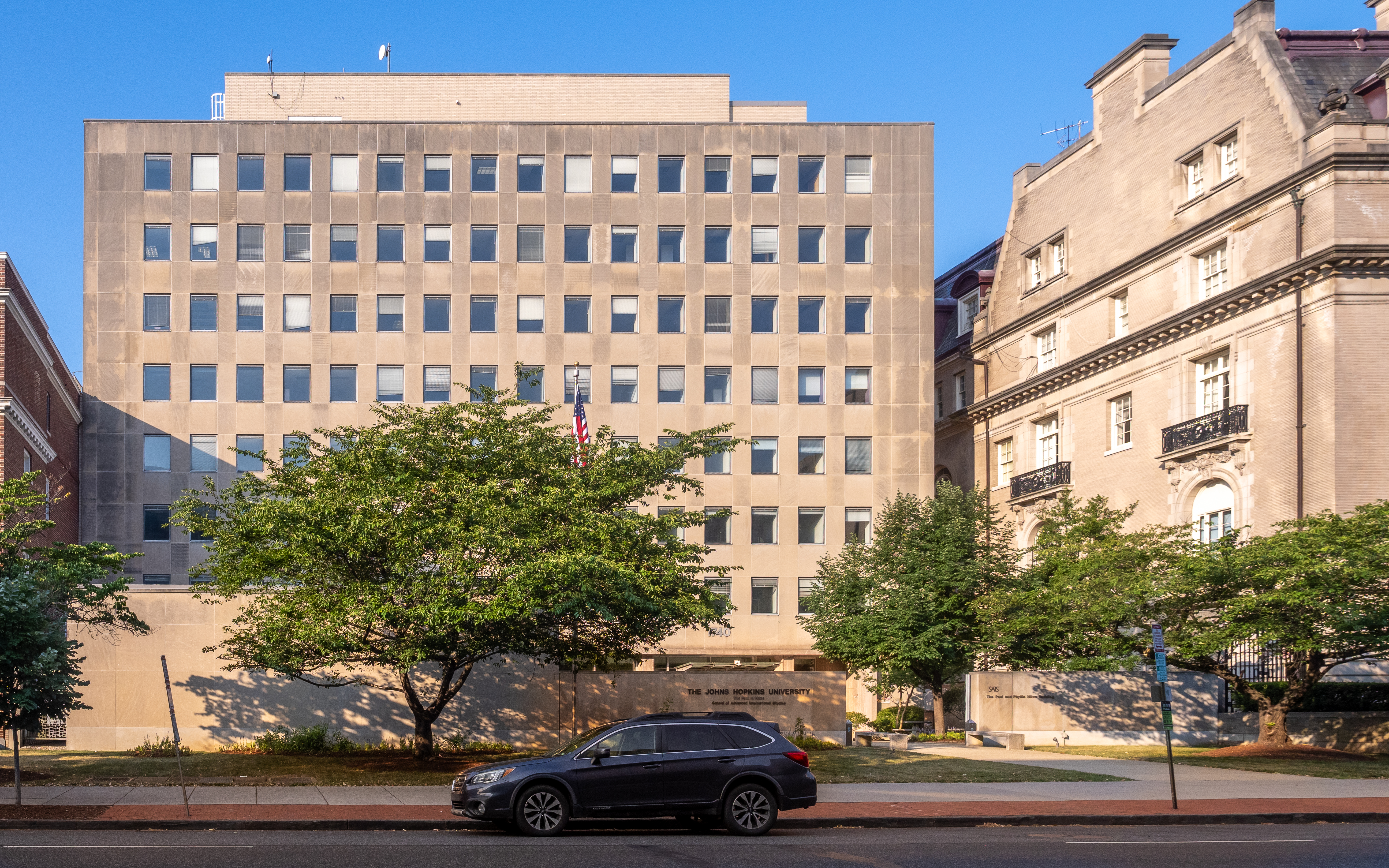
Budynek kupiony w 2024 (stan w 2024)

Ambasada Rzeczypospolitej Polskiej w Stanach Zjednoczonych Ameryki z siedzibą w Waszyngtonie (ang. Embassy of the Republic of Poland in Washington, D.C.) – polska misja dyplomatyczna w stolicy Stanów Zjednoczonych z akredytacją na Bahamy.

## Historia
Stosunki dyplomatyczne pomiędzy Polską i Stanami Zjednoczonymi nawiązano w 1919. Z okazji 150-lecia śmierci Kazimierza Pułaskiego w 1929 dotychczasowe poselstwo podniesiono do rangi ambasady.
W tym okresie powołano też w Stanach Zjednoczonych sieć konsulatów:
- w 1919 Konsulat Generalny w Nowym Jorku wraz z agentami konsularnymi w Bostonie i Filadelfii
- w 1920 Konsulat Generalny w Chicago (1920–1945), konsulat w Buffalo (1920–1932), wicekonsulat w Pittsburghu (1920–1939), wicekonsulat w San Francisco (1920–1945)[6]
- w 1921 konsulat w Detroit (1921–1945)
- w 1922 wicekonsulat w Saint Louis.

W okresie II wojny światowej funkcjonowały w Waszyngtonie 2 placówki Samodzielnej Ekspozytury Wywiadowczej/Samodzielnej Placówki Wywiadowczej w Nowym Jorku Oddziału II Sztabu Naczelnego Wodza o kryptonimach „Magog” i „Madame”.
W 1945 reaktywowano stosunki dyplomatyczne i konsularne, w tym samym inicjując działalność ambasady polskiej w Waszyngtonie oraz konsulatów w Chicago, Detroit, Nowym Jorku i Pittsburghu. Później zlikwidowano placówki w Pittsburghu i Detroit, w 1991 utworzono placówkę w Los Angeles, a w 2017 w Houston.

## Podział organizacyjny
- Wydział Polityczny
- Wydział Ekonomiczny
- Referat ds. Dyplomacji Policznej i Kulturalnej
- Szef Protokołu
- Wydział Konsularny i Polonii
  - Okręg konsularny obejmuje stany: Delaware, Dystrykt Kolumbii, Georgia, Kentucky, Maryland, Północna i Południowa Karolina, Pensylwania, Tennessee, Wirginia, Wirginia Zachodnia, Wyspy Dziewicze Stanów Zjednoczonych i pozostałe terytoria zamorskie Stanów Zjednoczonych oraz Portoryko i Bahamy[7][8]
- Ataszat Obrony, 2224 Wyoming Avenue NW, Washington, DC 20008
- Referat ds. Administracyjnych
- Referat ds. Finansowych
- Referat ds. Bezpieczeństwa, Zabezpieczeń Technicznych i Łączności
- Instytut Kultury Polskiej w Nowym Jorku
- Konsulat Generalny Rzeczypospolitej Polskiej w Chicago, 1530 N.Lake Shore Dr., Chicago, IL 60610
- Konsulat Generalny Rzeczypospolitej Polskiej w Los Angeles, 12400 Wilshire Blvd., Ste 555, Los Angeles, CA 90025
- Konsulat Generalny Rzeczypospolitej Polskiej w Nowym Jorku, 233 Madison Ave., New York, NY 10016
- Szkolny Punkt Konsultacyjny przy Ambasadzie RP w Waszyngtonie, Maret School, 3000 Cathedral Ave, N.W., Washington, DC 2000
- Konsulat Generalny Rzeczypospolitej Polskiej w Houston

## Siedziba
Budynek Ambasady przy 2640 16th St NW, zaprojektowany (arch. Oakley Totten) i zbudowany w 1910 w charakterze rezydencji amerykańskiego senatora Johna B. Hendersona, został zakupiony w 1919 przez pierwszego posła Państwa Polskiego w Stanach Zjednoczonych księcia Kazimierza Lubomirskiego za sumę 160 tys. dolarów, a następnie przekazany władzom polskim za symbolicznego jednego dolara.
W 2008 kosztem 9,5 mln dolarów rząd polski zakupił na cele reprezentacyjne, również rezydencję ambasadora, obiekt przy 3041 Whitehaven Street, niedaleko przedstawicielstw dyplomatycznych Danii, Wielkiej Brytanii, Włoch i rezydencji rodziny Clintonów. Zbudowany w 1927 3-piętrowy dom w stylu gregoriańskim o pow. 875 m², poprzednio pełnił funkcję rezydencji miliardera Paula Mellona.
Budynek Wydziału Promocji Handlu i Inwestycji ambasady gości też niezależną instytucję oświatową – Bibliotekę Polską w Waszyngtonie (Polish Library in Washington).
Pod koniec 2024 rząd RP kupił za 20,1 mln USD 9-piętrowy budynek o powierzchni ponad 18 tys. m2 należący do Uniwersytetu Johnsa Hopkinsa przy Massachusetts Ave z zamiarem wyremontowania go i przeznaczenia na nową siedzibę ambasady.